# Tobias Gröninger

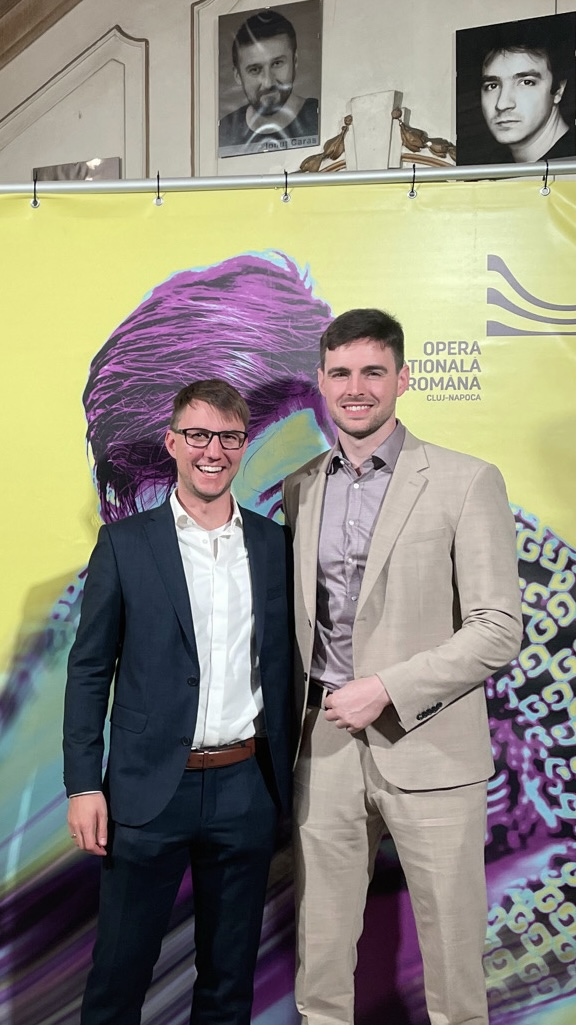
Die Komponisten Schuster (links) und Gröninger (rechts)

Tobias Gröninger (* 5. Juni 1988 in Mannheim) ist ein deutscher Komponist und Arrangeur für Opern-, Film- und Konzertmusik. 

## Leben
Gröninger erlernte im Alter von 5 Jahren das Klavierspiel. Bereits in der frühen Jugend trat er mehreren regionalen Band und Musikformationen als Songwriter und Sänger bei, bis er 2011 mit dem Musikstudium an der Hochschule für Musik, Theater und Medien in Hannover begann. Zu seinen Lehrern zählten unter anderem Raphael Thöne, Peter Weihe und Michel van Dyke.
Im Rahmen seines Studiums schrieb er die Musik für Big-Band -, Orchester- und Filmprojekte.
Noch während seines Studiums begann Gröninger gemeinsam mit dem Komponisten Dominik Schuster die Arbeit an dem abendfüllenden, sinfonischen Werk Tarot, das schlussendlich in Zusammenarbeit mit dem Schauspieler Gerhard Mohr und den Dortmunder Philharmonikern 2023 im Dortmunder Konzerthaus uraufgeführt wurde. Die zeitgenössische, sinfonische Arbeit beider Komponisten fokussiert hierbei ein junges Publikum, das an den Klangkörper Orchester gewöhnt werden soll.
Im Auftrag des Goethe-Instituts komponierte Gröninger 2023–2024 eine kontemporäre Oper für die Nationaloper Rumänien in Cluj. Die Oper, die vom Produzenten Dan Vasile inszeniert wird, handelt von der gezielten Deportation der Roma aus der Stadt Cluj.
Tobias Gröninger arbeitet seit 2017 mit dem Komponisten Dominik Schuster in dem Künstlerkollektiv kind of foxy. Die Musik des Kollektivs bedient sich filmmusikalischer, spätromantischer und impressionistischer Elemente.

## Orchestration
- 2016: Carmina Burana für Schlagwerk
- 2023: Orchestration der Videospielmusik von Crysis für München Musik zu Konzertzwecken.

## Filmografie
- 2017: Mr. Lovebomb.[6]

## Konzertmusik

### Kammermusik
- 2014: Lena's Theme (Klavier, Geige)
- 2016: La Mer
- 2017: Prag (Klavier, Geige)

### Big-Band
- 2016: Solitude
- 2017 Santa Baby

### Orchesterwerke
- Tarot - Die Reise eines Helden (Symphonie für großes Orchester)
- "Waste-Side-Story" (Kammeroper)